# Nakano, Tokyo
Nakano (中野区 (Trung Dã khu) Nakano-ku) là một trong 23 khu đặc biệt của Tokyo.
Tính đến năm 2010, khu này có dân số ước tính 313.804 và mật độ 20.130 người/km². Tổng diện tích 15.59 km².

## Người nổi tiếng
- Haneda Erika: ca sĩ, diễn viên
- Matsumoto Marika: seiyu, diến viên
- Nagoya Akira: diễn viên (1930–2003)
- Noguchi Yone: nhà văn (1875-1947)
- William Plomer: nhà văn (1903-1973)
- Sakamoto Ryuichi: nhạc sĩ, nhà soạn nhạc
- Tanaka Yuji: diễn viên hài
- Hasebe Toru: nhà soạn nhạc, nhạc sĩ, nghệ sĩ
- Nakazono Miho: nhà viết kịch
- Adachi Mitsuru: mangaka